# 褒忠山
褒忠山，古名贞女山，属衡山山脉北支主脉，位于湖南湘乡市境内中部偏西的翻江镇与月山镇的交界处，距离湘乡城区约35公里。褒忠山山体约呈南北走向，南与荆紫峰相连；主峰大脊峰（白云峰），海拔802米，为整个湘潭最高峰。相传晋代有一女子矢志不嫁，入山修道，故去后得“贞女山”名；宋末刘荣叔在此举抗元大旗，故于山中，后改称“褒忠山”。山上有原始森林，主要树木有松、杉、油茶、油桐、樟等；山上有始建于三国的报恩寺遗址、仙女庙旧迹；1956年8月建有褒忠山林场。